# Vụ bê bối Fantastic Adventures
Vụ bê bối Fantastic Adventures là một vụ bê bối năm 2019 liên quan đến kênh YouTube Fantastic Adventures do công dân Machelle Hackney Hobson ở Maricopa, Arizona, Hoa Kỳ sở hữu và điều hành. Vụ bê bối bắt đầu khi một trong những người con ruột của Hobson liên lạc với cảnh sát sau khi chứng kiến cảnh các anh chị em nuôi của cô (Felipe, Summer, Elijah, Hailey, Jacob, Grayson và một đứa trẻ không rõ danh tính) bị mẹ mình lạm dụng một cách có hệ thống. Sự việc đã thu hút sự chú ý từ giới truyền thông trên toàn thế giới vì động cơ lạm dụng của Hobson đối với những đứa trẻ được nhận nuôi.

## Fantastic Adventures
Kênh YouTube của Machelle Hackney Hobson, Fantastic Adventures, được tạo ra vào ngày 17 tháng 6 năm 2012 và đã có 800.726 người đăng ký tính đến tháng 4 năm 2019. Nội dung trên kênh đều được soạn kịch bản sẵn và có sự tham gia của các con bà cùng hai anh em ruột Hobson, Logan và Ryan, với chủ đề tập trung vào siêu anh hùng và những trận chiến súng đồ chơi. Theo một thống kê trên Social Blade, thu nhập kênh hàng tháng dao động từ 8.900 USD đến 142.000 USD và hàng năm cao nhất lên đến 1,7 triệu USD. Từ năm 2011, chồng cũ của Hobson cho biết bà đã để con gái Megan của hai người nghỉ học ở nhà và phụ giúp chăm sóc các con nuôi của mình. Năm 2017, một đứa trẻ có xuất hiện trong những video của Hobson được nhìn thấy chạy qua nhà hàng xóm trong tình trạng khỏa thân, dấy lên nghi ngờ từ những hàng xóm xung quanh. Theo Cục An toàn Trẻ em Arizona, Hobson từng bị cáo buộc và điều tra 9 lần vì các hành vi liên quan đến ngược đãi trẻ nhỏ.
Vào ngày 13 tháng 3 năm 2019, Megan đã trình báo mẹ cô với cảnh sát. Việc trình báo này được thực hiện sau khi nhiều hàng xóm sống cạnh Hobson báo cáo các hoạt động đáng ngờ liên quan đến kênh Fantastic Adventures và gọi cho Bộ An toàn Trẻ em (DCS) hơn mười lăm lần để khám xét nhà Hobson. Logan và Ryan cũng bị bắt vì không trình báo sự việc nhưng sau đó họ không bị kết tội vì không liên quan đến vụ lạm dụng. Trước đó, một trong hai anh em đã rút khoảng 100.000 USD tiền mặt từ tài khoản ngân hàng sau khi mẹ bị bắt. Một trong hai người này thậm chí còn khẳng định rằng họ đã từng báo cáo cảnh sát về việc lạm dụng. Hobson sau đó bị bắt và tạm giam ở nhà tù hạt Pinal với 19 tội danh cho việc quấy rối tình dục, giam giữ trái pháp luật và bỏ rơi trẻ em.
Các con nuôi của Hobson, hầu hết đều dưới mười tuổi, trong đó có cả một con gái nuôi bị mù về mặt pháp lý tên là Hailey, đã báo cáo với cảnh sát về việc chúng không được đi học và bị ép phải tham gia vào quá trình sản xuất các video cho kênh YouTube; nếu không thuộc thoại hoặc chống đối việc đóng video thì chúng sẽ bị trừng phạt với các hình phạt như: bị nhốt trong tủ quần áo và bỏ đói nhiều ngày, bị xịt hơi cay (cả vào âm đạo của một bé gái) và bị bạo hành bằng nhiều dụng cụ khác nhau như móc áo và thắt lưng; thậm chí, một đứa trẻ cho biết cậu đã bị mẹ nuôi dùng móng tay bóp vào quy đầu của mình đến mức rỉ máu. Tuy nhiên, Hobson sau đó đã bác bỏ những cáo buộc này.
Ngày 12 tháng 11 năm 2019, Hobson qua đời tại một bệnh viện ở Scottsdale, sau khi mãn hạn tù tháng 6 cùng năm và được tuyên bố không đủ lý trí để hầu tòa vào tháng 8. Tất cả bảy đứa trẻ đã được đưa ra khỏi nhà và nhận được sự chăm sóc thay thế sau cái chết của Hobson; thu nhập của kênh Fantastic Adventures cũng được gửi đến những đứa trẻ xuất hiện trên kênh.

## Phản ứng
Ngay sau khi các cáo buộc đối với Hobson được đưa ra, YouTube đã nhanh chóng chặn kiếm tiền kênh Fantastic Adventures và một ngày sau đó khi vụ việc nhận được sự chú ý từ giới truyền thông thì chấm dứt tài khoản do vi phạm các nguyên tắc cộng đồng trên nền tảng. YouTube cũng thông báo rằng họ sẽ làm việc với Trung tâm Quốc gia về Trẻ em Mất tích và Bị bóc lột (NCMEC) để tìm bất kỳ người dùng nào lạm dụng trẻ em và chấm dứt kênh tài khoản của họ.
Torrie Taj, giám đốc điều hành của trung tâm Child Crisis Arizona, đã gọi người mẹ đứng sau vụ bê bối là một "kẻ thao túng bậc thầy" và tuyên bố rằng Hobson không có đủ tư cách để nhận con nuôi.